# Chelsea Gray
Chelsea Nichelle Gray (Hayward, 8 oktober 1992) is een Amerikaans basketbalspeelster. Zij won met het Amerikaans basketbalteam de gouden medaille tijdens de Olympische Zomerspelen 2020 en de Olympische Zomerspelen 2024.
Gray speelde voor het team van de Duke University, voordat zij in 2015 haar WNBA-debuut maakte bij de Connecticut Sun. Oorspronkelijk zou ze al in 2014 haar debuut maken, maar dit ging niet door vanwege een blessure aan haar knie. In 2016 wist ze met de Los Angeles Sparks voor het eerst het landelijk kampioenschap te winnen. In 2022 en 2023 won ze het kampioenschap met de Las Vegas Aces. Buiten de WNBA seizoenen speelt ze in Turkije. Daar won ze in 2020 de landelijke titel.
Tijdens de Olympische Zomerspelen 2020 in Tokio won ze olympisch goud door  Japan te verslaan in de finale. Ook won ze in 2022 met het nationale team het wereldkampioenschap basketbal. 